# Beale Street
Beale Street è una strada nel centro di Memphis, nel Tennessee, che va dal fiume Mississippi a East Street. È un luogo significativo nella storia della città, così come nella storia della musica blues. I vari club e ristoranti blues lungo la Beale Street sono le principali attrazioni turistiche di Memphis. Festival e concerti all'aperto spesso portano grandi folle in strada e nelle aree circostanti.